# La reina negra
«The Black Queen» (en español, «La reina negra») es el décimo y último episodio de la primera temporada de la serie de televisión de drama y fantasía La casa del dragón, una precuela de Game of Thrones. El episodio fue escrito por Ryan Condal, el cocreador y coshowrunner de la serie, y dirigido por Greg Yaitanes. Se emitió por primera vez en HBO y HBO Max el 23 de octubre de 2022. Dos días antes de su emisión, el episodio se filtró en internet y fue compartido por muchos fanáticos en sitios web torrents ilegales.
La trama describe la llegada de Rhaenys Targaryen a Rocadragón desde Desembarco del Rey para dar la noticia de la muerte del rey Viserys I. Posteriormente, Rhaenyra es coronada Reina de los Siete Reinos y se opone a las demandas de su facción de una guerra abierta, queriendo en su lugar asegurar alianzas. Su hijo, Lucerys Velaryon, es enviado a Bastión de Tormentas para conseguir el apoyo de la Casa Baratheon a la causa de Rhaenyra. En Bastión de Tormentas, Lucerys se encuentra con su tío Aemond y es acosado por él; Aemond pierde el control de su dragón Vhagar, que mata a Lucerys junto con Arrax. Daemon informa a Rhaenyra de la muerte de su hijo.
En Estados Unidos, el episodio alcanzó una audiencia de 9,3 millones de espectadores durante la noche de su estreno, con casi 1,9 millones solamente en HBO. Fue aclamado por la crítica, que elogió la escritura, la banda sonora, el cliffhanger y la preparación de la siguiente temporada, toda la secuencia de Bastión de Tormentas y las actuaciones del elenco, especialmente las de Emma D'Arcy y Matt Smith.
El episodio marca la última aparición de Elliot Grihault como Lucerys.

## Trama

### En Rocadragón
Rhaenyra Targaryen consuela a su hijo Lucerys Velaryon, que se preocupa por ser el heredero de Marcaderiva. Rhaenys llega para informar a Rhaenyra y Daemon de la muerte del rey Viserys I y de que Aegon ha usurpado el trono. Conmocionada por la noticia, Rhaenyra sufre un parto pretérmino y da a luz a una niña muerta. Creyendo que Viserys ha sido asesinado, Daemon forma una alianza de Casas aún leales a él e insta a Rhaenyra a declarar la guerra a los Verdes. Erryk Cargyll, tras escapar de Desembarco del Rey, llega a Rocadragón trayendo la corona de Viserys a Rhaenyra, quien es proclamada Reina de los Siete Reinos por Daemon.
Una delegación de paz encabezada por Otto Hightower entrega los términos de paz de Aegon junto con un recuerdo personal de Alicent, ofreciendo a Rhaenyra, su familia y sus partidarios la amnistía si juran lealtad a Aegon. Rhaenyra considera la oferta, deseando mantener el reino unido contra la amenaza predicha por el sueño de Aegon el Conquistador. Daemon, celoso de que Viserys compartiera la profecía con Rhaenyra y no con él, ridiculiza la misma y lleno de ira asfixia a Rhaenyra brevemente. Rhaenys persuade a su marido enfermo, Corlys, para que apoye a la facción de Rhaenyra.
En un Consejo de Guerra, Corlys ofrece su flota para establecer un bloqueo marítimo a Desembarco del Rey con Rhaenys patrullando la zona montada en Meleys. Rhaenyra envía a Jacaerys y a Lucerys como mensajeros para asegurar el apoyo de las casas Arryn, Stark y Baratheon. Consciente de que los dragones pueden ser la mayor ventaja de los Negros, Daemon entra en las cavernas bajo Montedragón y despierta a un dragón dormido.

### En Bastión de Tormentas
Lucerys viaja a Bastión de Tormentas montado en su dragón Arrax para reunirse con Borros Baratheon. Descubre que Aemond ya está allí con su dragón Vhagar. Lucerys transmite el mensaje de Rhaenyra, recordando a Borros que su difunto padre juró apoyar su sucesión. Borros revela que Aegon ya ha ofrecido una alianza política, desposando a Aemond con una de sus hijas, algo que los hijos de Rhaenyra, ambos ya desposados, no pueden ofrecer. Borros rechaza el llamamiento de Rhaenyra e insta a Lucerys a partir de Bastión de Tormentas.
Lucerys rechaza la exigencia de Aemond de que sacrifique su propio ojo como retribución por haberle quitado el suyo años antes, provocando a este último para que desenfunde su arma. Borros prohíbe que ambos luchen dentro de su salón y permite que Lucerys parta a salvo en Arrax, aunque Aemond los persigue agresivamente en Vhagar. Atrapados por una fuerte tormenta, ambos príncipes pierden brevemente el control de sus dragones. En contra de los deseos de Lucerys, Arrax ataca a Vhagar, y ella toma represalias devorando tanto a Arrax como a Lucerys en contra de las órdenes de Aemond.

## Producción

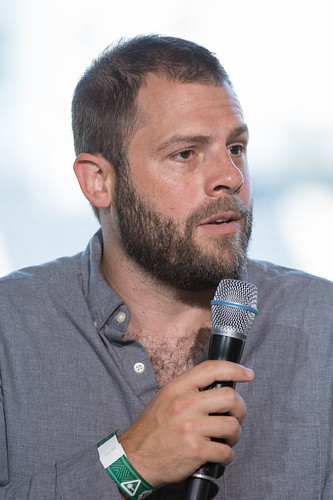
El coshowrunner Ryan Condal escribió el final de temporada.

### Escritura
El episodio «La reina negra» fue escrito por el cocreador y coshowrunner de la serie Ryan Condal, marcando su cuarto crédito de guionista para la serie, después de «Los herederos del dragón», «El príncipe canalla» y «El segundo de su nombre».
El título del episodio hace referencia a Rhaenyra, quien es coronada reina y lidera la facción que más tarde se conocería como «los Negros».

### Filmación
El episodio fue dirigido por Greg Yaitanes, convirtiéndose en su tercera vez como director de la serie tras «El príncipe canalla» y «El segundo de su nombre».

### Casting
En los créditos principales del episodio se encuentran Matt Smith como Daemon Targaryen, Emma D'Arcy como Rhaenyra Targaryen, Rhys Ifans como Otto Hightower, Steve Toussaint como Corlys Velaryon, Eve Best como Rhaenys Targaryen, Harry Collett como Jacaerys Velaryon, Ewan Mitchell como Aemond Targaryen, Bethany Antonia como Baela Targaryen y Phoebe Campbell como Rhaena Targaryen. Tras la muerte de Lucerys Velaryon, el episodio marca la última aparición de Elliot Grihault.

## Recepción

### Audiencias
En Estados Unidos, «La reina negra» fue visto por un total de 9,3 millones de espectadores durante su noche de estreno el 23 de octubre de 2022, tanto en HBO como en HBO Max, convirtiéndose en el final de temporada más visto de la cadena desde el final de su predecesora Game of Thrones. Solamente en HBO, fue visto por un estimado de 1,85 millones de espectadores durante su primera emisión, cifra que aumentó a 2,72 millones de espectadores después de una semana.

### Recepción crítica

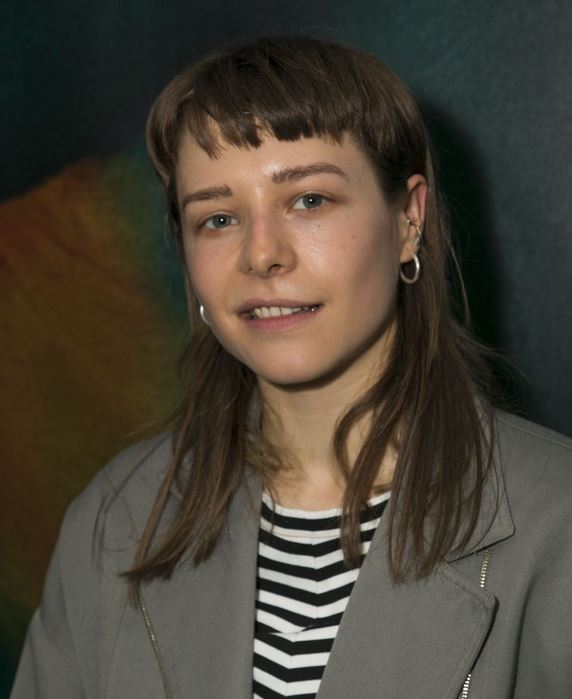
La actuación de Emma D'Arcy en el episodio fue muy elogiada por la crítica.

El episodio fue aclamado por la crítica. En Rotten Tomatoes, tiene un índice de aprobación del 93% de las 42 reseñas de los críticos, con una puntuación media de 8,3/10. El consenso del sitio web agregador de reseñas es el siguiente: «Culminando con una espectacular y trágica danza de dragones en medio de una tormenta, ‹La Reina Negra› es un espléndido broche visual para la temporada inaugural de La casa del dragón».
Recibió una valoración de 5 estrellas de 5 por parte de Tom Percival de The Digital Fix, 4,5 estrellas de 5 por parte de Alec Bojalad de Den of Geek, Molly Edwards de GamesRadar+ y Oliver Vandervoort de Game Rant, y 4 estrellas de 5 por parte de Ed Power de The Telegraph y Hillary Kelly de Vulture. Percival dijo que era «un cliffhanger maravillosamente convincente para la entrega» y una «excelente conclusión» de la temporada. Edwards escribió en su veredicto: «El final de temporada es otro episodio sólido como una roca, con dragones, desastres y excelentes interpretaciones del elenco». En su reseña, Power afirmó: «Con su final, La casa del dragón se ha hecho con la corona [...] y ha recogido sin esfuerzo la batuta de Game of Thrones. Al bajar el telón de su primera temporada, se confirmó que tiene el potencial de elevarse tan alto como Game of Thrones en su mejor momento». En su crítica para IGN, Helen O'Hara le dio una puntuación «asombrosa» de 9 sobre 10 y escribió en su veredicto: «La primera temporada de La casa del dragón ha sido a veces lenta, pero el impacto emocional de este final demuestra que todo ese trabajo preliminar ha establecido personajes por los que preocuparse y en los que invertir. También da comienzo a la Danza de los Dragones con la mejor escena de acción de la temporada». Erik Kain, de Forbes, dijo que era «un final de temporada tremendo e impactante» y que «superaba todas las expectativas». Cameron Frew, de Dexerto, la calificó de «televisión impresionante» y consideró a la serie en su conjunto «el mejor programa de televisión de 2022».
La crítica alabó las interpretaciones del elenco, en especial las de D'Arcy, Grihault, Mitchell y Smith, destacando a la primera como la mejor del episodio. Jeremy Egner, de The New York Times, consideró la actuación de D'Arcy «brillante», Paul Dailly, de TV Fanatic, la consideró «una de las interpretaciones más impactantes de la historia de la franquicia», mientras que Lissete Lanuza Sáenz, de Comic Book Resources, la calificó como merecedora de un Emmy. TVLine nombró a D'Arcy «Intérprete de la semana» por su actuación en el episodio, para la semana del 29 de octubre de 2022. El sitio destacó específicamente tres escenas, la escena del parto de Rhaenyra, la discusión en la Cámara de la Mesa Pintada y la escena final de Rhaenyra reaccionando a la muerte de su hijo. Sobre esta última escena, el sitio escribió: «D'Arcy llenó su personaje con un aura de resolución vengativa. ¿Esa cara cuando se vuelve hacia la cámara al final del episodio? Como gran parte de lo mostrado por D'Arcy en el final de temporada: Escalofríos». Los críticos destacaron en particular la coronación de Rhaenyra como reina, toda la secuencia de Bastión de Tormentas, especialmente Aemond persiguiendo a Lucerys en medio de una tormenta, y la escena final. Varios críticos alabaron el cambio en la caracterización de Aemond respecto al material fuente, por el que no pretendía matar a Lucerys. Bojalad señaló la decisión como una forma de humanizar a Aemond, que era un personaje mucho más violento y sádico en el libro. Otros aspectos del episodio destacados por la crítica fueron la dirección de Yaitanes, la partitura musical de Djawadi y la preparación para la segunda temporada.
IGN incluyó el episodio en su lista de «Mejores episodios de televisión de 2022».

### Nominaciones
| Año  | Premiación                     | Categoría                                                            | Nominados | Resultado | Refs.  |
| ---- | ------------------------------ | -------------------------------------------------------------------- | --- | --------- | ------ |
| 2023 | Premios Primetime Emmy         | Mejor edición de sonido para una serie de comedia o drama (una hora) | Al Sirkett, Tim Hands, Adele Fletcher, Paula Fairfield, David Klotz, Timeri Duplat, Mathias Schuster, Barnaby Smyth y Paula Boram | Nominados | [ 27 ] |
| 2023 | Premios Visual Effects Society | Mejores efectos visuales en un episodio fotorrealista                | Angus Bickerton, Nikeah Forde, Sven Martin, Michael Bell y Michael Dawson                                                         | Nominados | [ 28 ] |
| 2023 | Premios Visual Effects Society | Mejor composición e iluminación en un episodio                       | Kevin Friederichs, Sean Raffel, Florian Franke y Andreas Steinlein                                                                | Nominados | [ 28 ] |

### Citas
1. ↑  Rice, Lynette (21 de octubre de 2022). «House Of The Dragon Finale Leaks Online». Deadline (en inglés). Consultado el 22 de octubre de 2022.
2. ↑  Millman, Millman (23 de octubre de 2022). «Which dragon is Daemon singing to in House of the Dragon episode 10?». Polygon (en inglés). Consultado el 10 de agosto de 2024.
3. 1 2  Mellor, Louisa (17 de octubre de 2022). «House of the Dragon Finale Trailer: The Black Queen Responds». Den of Geek (en inglés). Consultado el 18 de octubre de 2022.
4. ↑  Hailu, Selome (24 de octubre de 2022). «House Of The Dragon Episode 10 Sees 9.3 Million Viewers, Biggest HBO Season Finale Since Game of Thrones». Variety (en inglés). Archivado desde el original el 27 de octubre de 2022. Consultado el 27 de octubre de 2022.
5. ↑  Salem, Mitch (25 de octubre de 2022). «ShowBuzzDaily's Sunday 10.23.2022 Top 150 Cable Originals & Network Finals Updated». Showbuzz Daily (en inglés). Consultado el 25 de octubre de 2022.
6. ↑  Berman, Marc (24 de octubre de 2022). «Sunday Ratings: Easy Football-Fueled Victory for NBC». Programming Insider (en inglés). Consultado el 3 de noviembre de 2022.
7. ↑  «House Of The Dragon: Season 1, Episode 10 — The Black Queen». Rotten Tomatoes (en inglés). Consultado el 20 de junio de 2024.
8. 1 2 3  Percival, Tom (23 de octubre de 2022). «House of the Dragon episode 10 recap: the Dance of Dragons begins». The Digital Fix (en inglés). Consultado el 24 de octubre de 2022.
9. 1 2 3 4  Bojalad, Alec (24 de octubre de 2022). «House of the Dragon Episode 10 Review: The Black Queen». Den of Geek (en inglés). Consultado el 24 de octubre de 2022.
10. 1 2 3 4 5 6 7 8  Edwards, Molly (24 de octubre de 2022). «House of the Dragon episode 10 review: "Serves up heartbreak after heartbreak"». GamesRadar+ (en inglés). Consultado el 25 de octubre de 2022.
11. ↑  Vandervoort, Oliver (24 de octubre de 2022). «House of the Dragon Season Finale Review». Game Rant (en inglés). Consultado el 24 de octubre de 2022.
12. 1 2 3  Power, Ed (24 de octubre de 2022). «House of the Dragon, finale review: a gory triumph – bar one unacceptably sadistic scene». The Telegraph (en inglés). Archivado desde el original el 24 de octubre de 2022. Consultado el 24 de octubre de 2022.
13. ↑  Kelly, Hillary (24 de octubre de 2022). «House Of The Dragon Season-Finale Recap: Blood of the Dragon». Vulture (en inglés). Archivado desde el original el 24 de octubre de 2022. Consultado el 24 de octubre de 2022. (requiere suscripción).
14. 1 2 3 4  O'Hara, Helen (24 de octubre de 2022). «House of the Dragon - Season 1 Finale Review». IGN (en inglés). Consultado el 24 de octubre de 2022.
15. 1 2  Kain, Erik (24 de octubre de 2022). «House Of The Dragon Season 1 Finale Recap And Review: 'The Black Queen'». Forbes (en inglés). Consultado el 24 de octubre de 2022.
16. 1 2 3 4  Frew, Cameron (24 de octubre de 2022). «House of the Dragon Episode 10 review: The Dance of the Dragons is here». Dexerto (en inglés). Consultado el 24 de octubre de 2022.
17. 1 2 3 4  Palat, Lakshana (24 de octubre de 2022). «House of the Dragon Episode 10 review: The Ned Stark death-like turning point that you've been waiting for». The Indian Express (en inglés). Consultado el 24 de octubre de 2022.
18. 1 2 3  Scherer, Jenna (24 de octubre de 2022). «House Of The Dragon unloads a tragic, heavy-handed season finale». The A.V. Club (en inglés). Consultado el 24 de octubre de 2022.
19. 1 2 3 4 5  Egner, Jeremy (23 de octubre de 2022). «House Of The Dragon Season 1 Finale Recap: The Angriest Dragon». The New York Times (en inglés). Archivado desde el original el 24 de octubre de 2022. Consultado el 24 de octubre de 2022. (requiere suscripción).
20. 1 2 3  Dailly, Paul (23 de octubre de 2022). «House of the Dragon Season 1 Episode 10 Review: The Black Queen». TV Fanatic (en inglés). Consultado el 24 de octubre de 2022.
21. 1 2 3  Sáenz, Lissete Lanuza (24 de octubre de 2022). «REVIEW: House of the Dragon Season 1 Finale's Writing Lets Down Great Performances». Comic Book Resources (en inglés). Consultado el 24 de octubre de 2022.
22. ↑  Nguyen, Jessie (28 de octubre de 2022). «House Of The Dragon: 10 Scenes that Prove Emma D'Arcy is Perfect As Adult Rhaenyra Targaryen». Collider (en inglés). Consultado el 28 de octubre de 2022.
23. ↑  Knight, Lewis (24 de octubre de 2022). «House of the Dragon finale changes Aemond Targaryen in the best way». Radio Times (en inglés). Consultado el 24 de octubre de 2022.
24. ↑  «The TVLine Performer of the Week: Emma D'Arcy». TVLine (en inglés). 29 de octubre de 2022. Consultado el 29 de octubre de 2022.
25. ↑  Hilton, Nick (24 de octubre de 2022). «Dragon it out! The biggest talking points from House of the Dragon episode 10». The Independent (en inglés). Archivado desde el original el 24 de octubre de 2022. Consultado el 24 de octubre de 2022. (requiere suscripción).
26. ↑  «The Best TV Episode of 2022: Nominees». IGN (en inglés). 7 de diciembre de 2022. Consultado el 7 de diciembre de 2022.
27. ↑  Moreau, Jordan; Schneider, Michael (12 de julio de 2023). «Emmys 2023: The Complete Nominations List». Variety (en inglés). Consultado el 12 de julio de 2023.
28. ↑  Giardina, Carolyn (16 de febrero de 2023). «Avatar 2 Sweeps Visual Effects Society Awards Feature Competition». The Hollywood Reporter (en inglés). Archivado desde el original el 16 de febrero de 2023. Consultado el 16 de febrero de 2023.